# Nelson Valdez
Nelson Valdez est un footballeur international paraguayen né le 28 novembre 1983 à Caaguazú (Paraguay). Il évolue au poste d'attaquant.

## Biographie
Il joue au poste d'avant centre avec l'équipe du Paraguay et le club de l'Al-Jazira Club (1,78 m pour 71 kg).
Insatisfait par son rôle de joker au Werder Brême, barré par le duo Klasnic-Miroslav Klose, il rejoint le Borussia Dortmund en 2006 pour 4,7 millions d'euros. Peu en réussite lors des deux premières saisons et même relégué sur le banc, le Paraguayen retrouve son niveau du Werder  lors de la saison 2008/09 (7 buts) sous le coaching de Jürgen Klopp.
Pas vraiment un buteur, Valdez eut souvent un rôle de joker dans ses clubs respectif où il se montra souvent décisif, plus souvent à l'assistance qu'à la conclusion. À plusieurs reprises, il fut également positionné comme ailier afin d'exploiter au mieux ses puissantes accélérations.
Sélectionné en équipe nationale du Paraguay, Valdez se met, comme toute l'équipe en valeur, même s'il ne marquera pas, sinon sur tirs au but lors de la séance de penalty face au Japon en 8e de finale. Néanmoins concurrencé en club, annoncé un peu partout, notamment en Ligue 1, il signe finalement un contrat avec le promu espagnol Hercules Alicante pour 4 millions d'euros. Pour son premier match avec ce club, il fait sensation en inscrivant un doublé face au FC Barcelone dans le stade du Camp Nou le 11 septembre 2010 (victoire 2-0 pour Hercules).
Il inscrit 8 buts en 25 matches mais le club est relégué à l'issue de la saison. En août 2011, il quitte le club et signe un contrat de trois ans avec le club russe du Rubin Kazan.
Lors du mercato estival 2012, il tente un nouveau challenge en signant au Valence CF pour 2,5 millions d'euros puis transféré une saison plus tard à l'Al-Jazira Club pour 3 millions d'euros. En janvier 2014, il est prêté à l'Olympiakos.

## Carrière

### En club
- 2000-2002 : Atlético Tembetary
- 2002-2006 : Werder Brême
- 2006-2010 : Borussia Dortmund
- 2010-2011 : Hercules Alicante
- 2010-2011 : FK Rubin Kazan
- 2012-2013 : Valence CF
- 2013-2014 : Al-Jazira Club 
  - jan. 2014-2014 : Olympiakos  (prêt)
- 2014-2015 :  Eintracht Francfort
- 2015-2017 : Seattle Sounders
- 2017-2020 : Cerro Porteño

### En équipe nationale
Haedo participe à la coupe du monde 2006 avec l'équipe du Paraguay.
Il fait partie des 23 joueurs paraguayens sélectionnés pour participer à la coupe du monde 2010.

## Statistiques

### En sélection nationale
| Saison                | Sélection             | Phases finales          | Phases finales | Phases finales | Phases finales | Éliminatoires CDM | Éliminatoires CDM | Éliminatoires CDM | Matchs amicaux | Matchs amicaux | Matchs amicaux | Total | Total | Total |
| Saison                | Sélection             | Compétition             | M              | B              | Pd             | M                 | B                 | Pd                | M              | B              | Pd             | M     | B     | Pd    |
| --------------------- | --------------------- | ----------------------- | -------------- | -------------- | -------------- | ----------------- | ----------------- | ----------------- | -------------- | -------------- | -------------- | ----- | ----- | ----- |
| 2003-2004             | Paraguay              | Copa América 2004       | 3              | 0              | 0              | -                 | -                 | -                 | -              | -              | -              | 3     | 0     | 0     |
| 2004-2005             | Paraguay              | -                       | -              | -              | -              | 2                 | 0                 | 0                 | -              | -              | -              | 2     | 0     | 0     |
| 2005-2006             | Paraguay              | Coupe du monde 2006     | 3              | 0              | 0              | 2                 | 1                 | 0                 | 4              | 3              | 0              | 9     | 4     | 0     |
| 2007-2008             | Paraguay              | -                       | -              | -              | -              | 6                 | 3                 | 1                 | 4              | 0              | 0              | 10    | 3     | 1     |
| 2008-2009             | Paraguay              | -                       | -              | -              | -              | 7                 | 1                 | 0                 | 1              | 0              | 0              | 8     | 1     | 0     |
| 2009-2010             | Paraguay              | Coupe du monde 2010     | 5              | 0              | 0              | 4                 | 1                 | 1                 | 2              | 0              | 0              | 11    | 1     | 1     |
| 2010-2011             | Paraguay              | Copa América 2011       | 6              | 1              | 0              | -                 | -                 | -                 | 5              | 2              | 0              | 11    | 3     | 0     |
| 2011-2012             | Paraguay              | -                       | -              | -              | -              | 4                 | 0                 | 0                 | 1              | 0              | 0              | 5     | 0     | 0     |
| 2012-2013             | Paraguay              | -                       | -              | -              | -              | 6                 | 0                 | 0                 | 1              | 0              | 0              | 7     | 0     | 0     |
| 2013-2014             | Paraguay              | -                       | -              | -              | -              | -                 | -                 | -                 | 1              | 0              | 0              | 1     | 0     | 0     |
| 2014-2015             | Paraguay              | Copa América 2015 4e    | 5              | 1              | 0              | -                 | -                 | -                 | 1              | 0              | 0              | 6     | 1     | 0     |
| 2015-2016             | Paraguay              | Copa América Centenario | 1              | 0              | 0              | 1                 | 0                 | 0                 | 1              | 0              | 0              | 3     | 0     | 0     |
| 2016-2017             | Paraguay              | -                       | -              | -              | -              | 1                 | 0                 | 0                 | -              | -              | -              | 1     | 0     | 0     |
| Total sur la carrière | Total sur la carrière | Total sur la carrière   | 23             | 2              | 0              | 33                | 6                 | 2                 | 21             | 5              | 0              | 77    | 13    | 2     |

## Palmarès
- 67 sélections (12buts) avec l'équipe du Paraguay
- Champion d'Allemagne : 2004 (Werder Brême).
- Vainqueur de la Coupe d'Allemagne : 2004 (Werder Brême).
- Vainqueur de la Supercoupe d'Allemagne : 2008 (Borussia Dortmund).
- Finaliste de la Copa América 2011.
- Champion de Grèce : 2014 (Olympiakos)

## Chiffres
- 2002/03: Werder Brême (2 matchs)
- 2003/04: Werder Brême (21 matchs - 5 buts)
- 2004/05: Werder Brême (27 matchs - 7 buts)
- 2005/06: Werder Brême (30 matchs - 9 buts)
- 2006/07: Borussia Dortmund (29 matchs - 1 buts)
- 2007/08: Borussia Dortmund (27 matchs - 3 buts)
- 2008/09: Borussia Dortmund (29 matchs - 7 buts)
- 2009/10: Borussia Dortmund (28 matchs - 5 buts)
- 2010/11: Hercules Alicante (25 matchs - 8 buts)
- 2011/12: Roubine Kazan (17 matchs - 3 buts)
- 2012/13: Roubine Kazan (3 matchs - 0 but)
- 2012/13: Valence CF (28 matchs - 6 buts)
- 2013/14: Al-Jazira (12 matchs - 4 buts)
- 2013/14: Olympiakos (10 matchs - 6 buts)
- 2014/15: Eintracht Francfort (10 matchs - 1 but)
- 2015: Seattle Sounders FC (10 matchs - 2 buts)
- 2016: Seattle Sounders FC (30 matchs - 2 buts)